# Megistoleon leroyanus
Megistoleon leroyanus är en insektsart som först beskrevs av Navás 1936.  Megistoleon leroyanus ingår i släktet Megistoleon och familjen myrlejonsländor. Inga underarter finns listade i Catalogue of Life.